# Биона Виста (Мичиген)
Биона Виста (енгл. Buena Vista) насељено је место без административног статуса у америчкој савезној држави Мичиген.

## Демографија
По попису из 2010. године број становника је 6.816, што је 1.029 (-13,1%) становника мање него 2000. године.
| Група             | 2000.         | 2010.         |
| Белци             | 1.519 (19,4%) | 961 (14,1%)   |
| Афроамериканци    | 5.434 (69,3%) | 5.046 (74,0%) |
| Азијати           | 13 (0,2%)     | 21 (0,3%)     |
| Хиспаноамериканци | 770 (9,8%)    | 688 (10,1%)   |
| Укупно            | 7.845         | 6.816         |